# Albertadromeus
Albertadromeus là một chi khủng long, được C. Brown Evans Ryan & A. P. Russell mô tả khoa học năm 2013.